# 読書するティトゥス
『読書するティトゥス』（どくしょするティトゥス、独: Titus van Rijn, der Sohn des Künstlers, lesend、英: Titus Reading）は、17世紀オランダ絵画黄金時代の巨匠レンブラント・ファン・レインが1656-1657年にキャンバス上に油彩で制作した絵画である。かつて、読書をしているか歌を歌っている少年を描いた絵画とされていたが、1883にドイツの美術史家ヴィルヘルム・フォン・ボーデがレンブラントの息子ティトゥス・ファン・レインを描いたものであるとして以来、一般に認められている。カール6世 (神聖ローマ皇帝) のコレクションに由来する作品で、現在、ウィーンの美術史美術館に所蔵されている。

## 作品
レンブラントは家庭的には不幸な人であった。最初の妻サスキア・ファン・アイレンブルフに先立たれた後、結婚こそしなかったものの妻同然であったヘンドリッキエ・ストッフェルスもレンブラントより早く世を去った。サスキアとの間に生まれた3人の子供はいずれも生後間もなく没し、ようやく1641年に4番目に生まれたティトゥスだけが成人した。しかし、彼もレンブラントが没する前年の1668年に27歳で早逝する。

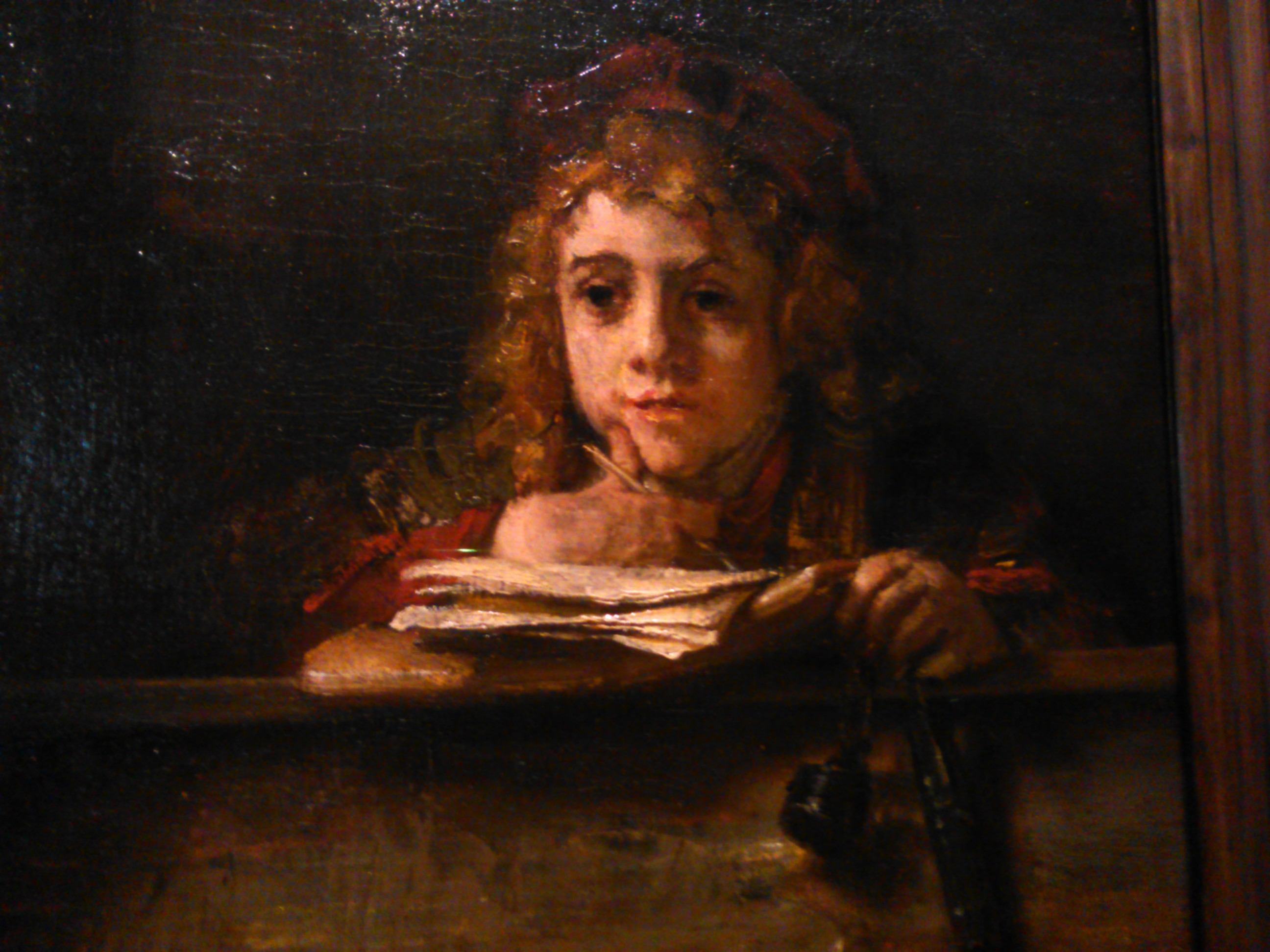
レンブラント『机の前のティトゥス』 (1655年)、ボイマンス・ヴァン・ベーニンゲン美術館、ロッテルダム

ティトゥスはレンブラントにとって何よりも大切な存在であり、彼は深い愛情を込めて様々な年齢の息子の姿を描いた。ティトゥスはおそらくレンブラントから画家としての修業を受けたが、レンブラントは彼が何かを書いたり読んだり話したりする姿を表している。現在知られている最も早い油彩画は、14歳のティトゥスの姿を描いた『机の前のティトゥス』 (ボイマンス・ヴァン・ベーニンゲン美術館、ロッテルダム) である。それから1年か2年後に描かれた本作は、16歳のティトゥスが両手に持った本に夢中になっている生き生きとした姿を表している。彼は顔に笑みを浮かべ、声を出して読書しているようである。
一方で、この絵画は厳格な意味では肖像画ではない。むしろ、読書する行為自体が真の主題となっている。ティトゥスの表情を効果的に表現するために光が顔のいくつかの部分と本を持つ手を照らしだし、それらが暗がりから浮かび上がっている。